# Rogyinói járás
A Rogyinói járás (oroszul: Родинский район) Oroszország egyik járása az Altaji határterületen. Székhelye Rogyino.

A Rogyinói járás az Altaji határterületen

## Népesség
- 1989-ben 24 966 lakosa volt.
- 2002-ben 25 482 lakosa volt, melyből 19 494 orosz, 4 371 ukrán, 932 német, 158 azeri, 94 fehérorosz, 62 örmény, 61 kazah, 56 tatár stb.
- 2010-ben 20 719 lakosa volt.